# 道の駅しろいし
道の駅しろいし（みちのえき しろいし）は、佐賀県杵島郡白石町にある佐賀県道36号武雄福富線の道の駅である。

## 施設
- 駐車場
  - 大型車 11台
  - 小型車 114台
- トイレ 30器
- 情報発信スペース
- 休憩コーナー
- 農産物直売所
- 地場産品販売コーナー「もんごもんご市場」[4]
- 加工所
- レストラン「たんなかcafe360」[5]
- ファストフードコーナー「キッチンつーつらつー」[6]
- 休憩ベンチ

## 営業時間
- 午前9時 - 午後6時

## 周辺
- 国道444号 有明海沿岸道路（佐賀福富道路・福富鹿島道路）福富IC